# Nicaragua ai Giochi della XXX Olimpiade
Il Nicaragua ha partecipato ai Giochi della XXX Olimpiade di Londra che si sono svolti dal 27 luglio al 12 agosto 2012. È stata la 11ª partecipazione degli atleti nicaraguensi ai giochi olimpici estivi.
Gli atleti della delegazione nicaraguense sono stati 6 (3 uomini e 3 donne), in 4 discipline. Alla cerimonia di apertura il portabandiera è stato il pugile Osmar Bravo Amador, nessun portabandiera ha presenziato alla cerimonia di chiusura.
Nel corso della manifestazione il Nicaragua non ha ottenuto alcuna medaglia, mancando la vincita del primo titolo ai giochi olimpici.

## Atletica leggera
| Q | Qualificato al turno successivo per la posizione in qualificazione                                                           |
| q | Qualificato per il turno successivo per ripescaggio o, negli eventi su campo, conquistando la misura minima per qualificarsi |

### Maschile
Eventi di corsa su pista e strada
| Atleta       | Evento | Batteria  | Batteria  | Semifinale      | Semifinale      | Finale          | Finale          |
| Atleta       | Evento | Risultato | Posizione | Risultato       | Posizione       | Risultato       | Posizione       |
| ------------ | ------ | --------- | --------- | --------------- | --------------- | --------------- | --------------- |
| Edgar Cortez | 800 m  | 1'58"99   | 7°        | non qualificato | non qualificato | non qualificato | non qualificato |

### Femminile
Eventi di corsa su pista e strada
| Atleta                 | Evento | Batteria  | Batteria  | Semifinale      | Semifinale      | Finale          | Finale          |
| Atleta                 | Evento | Risultato | Posizione | Risultato       | Posizione       | Risultato       | Posizione       |
| ---------------------- | ------ | --------- | --------- | --------------- | --------------- | --------------- | --------------- |
| Ingrid Yahoska Narvaez | 400 m  | 59"55     | 6ª        | non qualificata | non qualificata | non qualificata | non qualificata |

## Nuoto e sport acquatici

### Nuoto
Maschile
| Atleta     | Evento             | Batterie | Batterie   | Semifinali      | Semifinali      | Finale          | Finale          |
| Atleta     | Evento             | Tempo    | Classifica | Tempo           | Classifica      | Tempo           | Classifica      |
| ---------- | ------------------ | -------- | ---------- | --------------- | --------------- | --------------- | --------------- |
| Omar Núñez | 100 m stile libero | 57"11    | 51º        | non qualificato | non qualificato | non qualificato | non qualificato |

Femminile
| Atleta              | Evento         | Batterie | Batterie   | Semifinali      | Semifinali      | Finale          | Finale          |
| Atleta              | Evento         | Tempo    | Classifica | Tempo           | Classifica      | Tempo           | Classifica      |
| ------------------- | -------------- | -------- | ---------- | --------------- | --------------- | --------------- | --------------- |
| Dalia Torrez Zamora | 100 m farfalla | 1'05"32  | 39ª        | non qualificata | non qualificata | non qualificata | non qualificata |

## Pugilato
Maschile
| Atleta             | Evento                     | Sedicesimi                 | Ottavi di finale        | Quarti di finale     | Semifinali           | Finale               | Pos. |
| Atleta             | Evento                     | Avversario Risultato       | Avversario Risultato    | Avversario Risultato | Avversario Risultato | Avversario Risultato | Pos. |
| ------------------ | -------------------------- | -------------------------- | ----------------------- | -------------------- | -------------------- | -------------------- | ---- |
| Osmar Bravo Amador | Pesi mediomassimi (-81 kg) | B. Drašković (MNE) V 16-11 | O. Hvozdyk (UKR) P 6–18 | non qualificato      | non qualificato      | non qualificato      | 9º   |

## Sollevamento pesi
Femminile
| Atleta          | Evento | Strappo   | Strappo    | Slancio   | Slancio    | Totale | Classifica |
| Atleta          | Evento | Risultato | Classifica | Risultato | Classifica | Totale | Classifica |
| --------------- | ------ | --------- | ---------- | --------- | ---------- | ------ | ---------- |
| Lucia Castañeda | -63 kg | 79 kg     | 9ª         | 97 kg     | 10ª        | 176 kg | 9ª         |